# Roddi
Roddi ist eine Gemeinde in der italienischen Provinz Cuneo (CN), Region Piemont. In Roddi werden Reben für den Dolcetto d’Alba, einen Rotwein mit DOC Status angebaut.

## Lage und Einwohner
Roddi liegt 57 Kilometer nordöstlich von der Provinzhauptstadt Cuneo entfernt in der Weinregion Langhe. Das Gemeindegebiet umfasst eine Fläche von 9,35 km² und hat 1579 Einwohner (Stand 31. Dezember 2023). Zur Gemeinde zählen auch die Fraktionen (Frazioni) Talloria, Arditi, Roccabella, Molino di Roddi, Porello und Quattrino.
Die Nachbargemeinden sind Alba, La Morra, Monticello d’Alba, Santa Vittoria d’Alba und Verduno.

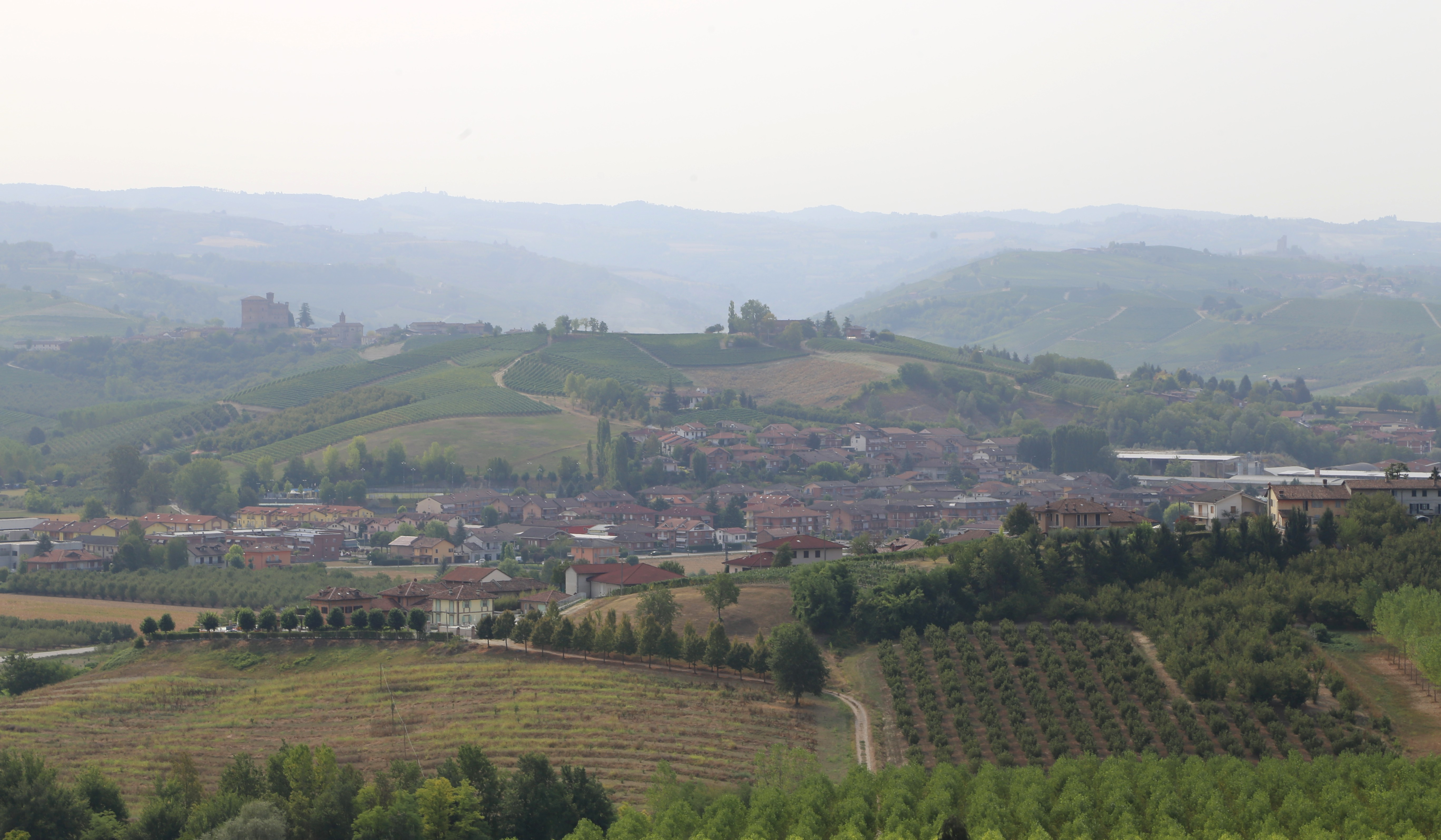
Panorama

## Geschichte

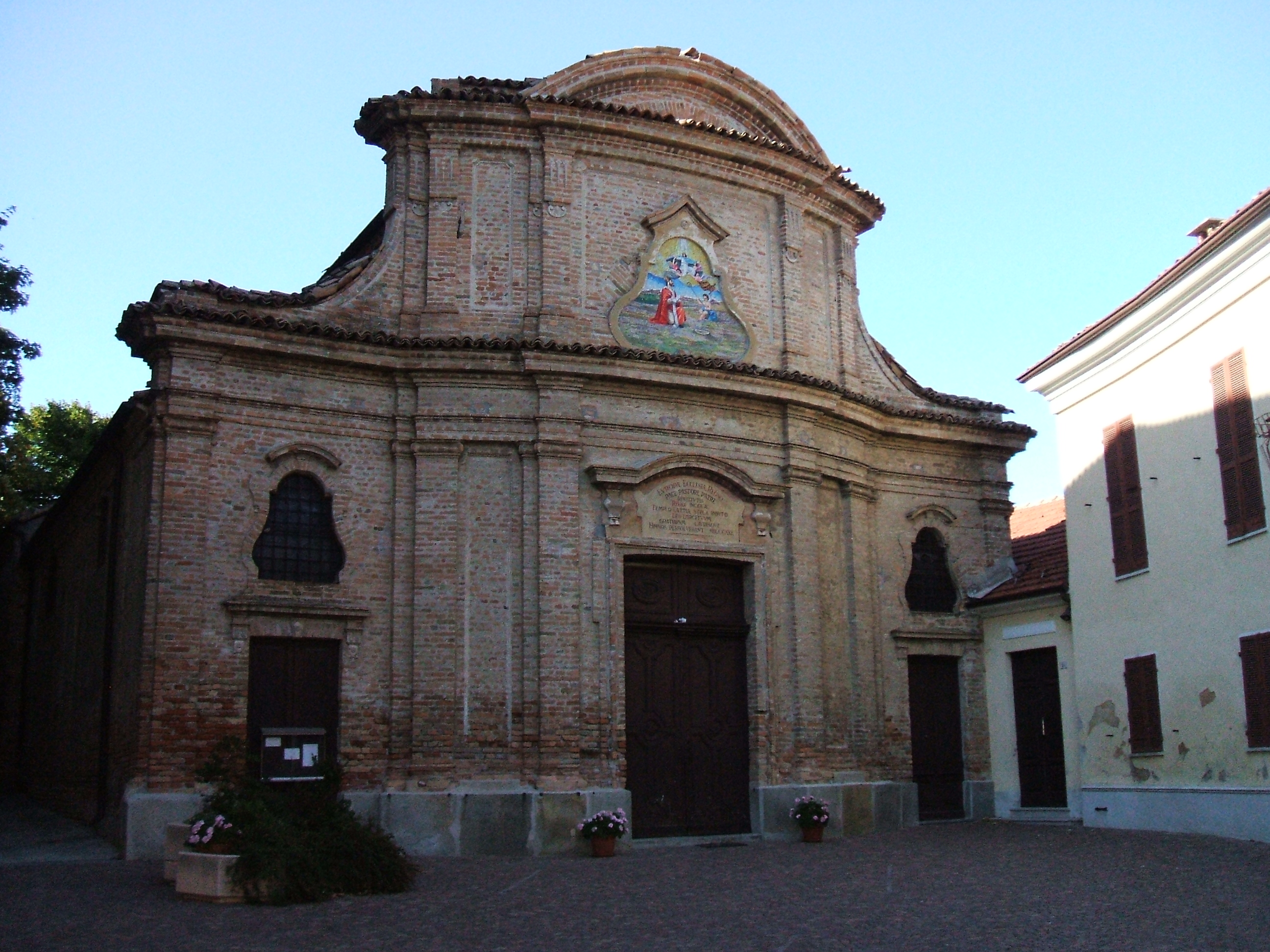
Pfarrkirche Maria Vergine Assunta

Das Kastell von Roddi aus dem 11. Jahrhundert

Der Ortsname stellt die Fortsetzung von RAUDUS dar, mit der Bedeutung „raues und unbebautes Gebiet“ und bezieht sich auf die bekannten CAMPI RAUDI, den Schauplatz der berühmten Schlacht. Ab 1026 erscheint der Ort jedoch urkundlich als „Rodus“. Es gibt nur wenige historische Informationen über die ersten Ereignisse des Dorfes. Als Heimat einer vorrömischen Siedlung war RAUDUM zur Zeit der Römer ein Verbindungszentrum zwischen dem nahegelegenen ALBA POMPEIA und dem damals großen POLLENTIA.
Vom 9. bis 10. Jahrhundert unterstand es verschiedenen externen Herrschaften, von den Bischöfen und der Gemeinde Alba bis zu den Markgrafen von Saluzzo, und im 14. Jahrhundert wurde es der Familie Falletti, einem alten Adel aus Alba, belehnt. Historikern zufolge fanden in der Ebene unterhalb der Stadt zwei große Schlachten statt. Die von Campi Raudi im Jahr 101 v. Chr., als der Konsul Gaius Marius die Kimbern und Germanen besiegte, und die von 403 n. Chr., als der römische Feldherr Stilicho sie besiegte Goten von Alarich.
Um 1880 gründete Antonio Monchiero dort die „Universität der Trüffelhunde“ und wurde deren „Magnificent Rector“ mit dem Namen „Barot I“. Ihm folgte sein Sohn Giovanni Battista nach, nach dessen Tod im Jahr 1960 jedoch niemand mehr in der Lage war, sein Erbe einzutreiben, und die Schule verfiel schnell, bis sie wegen Lehrermangels geschlossen wurde. Zu den Sehenswürdigkeiten gehört neben dem Schloss aus dem 11. Jahrhundert auch die Pfarrkirche Mariä Himmelfahrt, die sich an einem ruhigen kleinen Platz mit einer schlichten Barockfassade befindet und 1699 erbaut wurde. In der Antike verband eine überdachte Brücke das Schloss direkt mit der Pfarrkirche und wurde von den Gutsherren für religiöse Veranstaltungen genutzt.